# Stephen Tompkinson
Stephen Phillip Tompkinson, född 15 oktober 1965 i Stockton-on-Tees, England, är en engelsk skådespelare.
Tompkinson är bland annat känd för sitt arbete inom TV-draman och komediproduktioner såsom Kommissarie Banks - baserade på Peter Robinsons böcker om Alan Banks, Wild at Heart, Ballykissangel, Grafters och Drop the Dead Donkey samt för filmen Brassed Off. Under en 25 år lång karriär har han spelat i dramer som både blivit kommersiellt framgångsrika och hyllade.